# Liste des anciennes communes de Meurthe-et-Moselle
Cette page a pour objectif de retracer toutes les modifications communales dans le département de la Meurthe-et-Moselle : les anciennes communes qui ont existé depuis la Révolution française, ainsi que les créations, les modifications officielles de nom, ainsi que les échanges de territoires entre communes.
En 1800, le territoire du département de la Meurthe-et-Moselle, dans ses limites actuelles, comportait 648 communes,. Une vague de regroupements précoce aura lieu dès les 20 premières années d'existence des communes : elles sont concentrées dans le Pays Haut, relevant alors du département de la Moselle. Et elle sera suivie d'une série de rétablissements à compter des années 1830 et qui va se prolonger jusqu'au début du XXe siècle. Finalement, ce qui marque, c'est que le nombre de communes va se stabiliser aux environs de 600 unités, peu de mouvements ayant été constatés depuis lors, en dépit des lois incitatives comme la loi Marcellin, dans les années 1970, ni même, plus récemment, la loi Notre. Ce nombre reste donc relativement élevé et, aujourd'hui on dénombre encore 591 communes (au 1er janvier 2024).
Situé à la frontière Nord-Est du pays, le département aura subi les affres des conflits ayant opposé la France et l'Allemagne. Le département va être défiguré et recomposé en 1871, à la suite de l'échec de la France : il perd peu ou prou deux arrondissements entiers (ceux de Sarrebourg et de Château-Salins), cédés à l'Allemagne et intégrés à ce qui deviendra le nouveau département de la Moselle en 1919 (soit 242 communes). À l'inverse, il récupère l'arrondissement mosellan de Briey (124 communes). L'ancien département de la Meurthe comptait 714 communes avant 1870.
On y trouve aussi des traces des conflits mondiaux : une partie de son territoire, située en zone rouge, a été totalement détruite lors de la 1e guerre mondiale, voyant ainsi disparaître 2 communes : Remenauville et Regniéville.

## Fusions
| Nom de la nouvelle commune              | Communes réunies                                             | Régime                                     | Date (et nature) de la décision                | Date d'effet                                   |
| --------------------------------------- | ------------------------------------------------------------ | ------------------------------------------ | ---------------------------------------------- | ---------------------------------------------- |
| Bois-de-Haye                            | Velaine-en-Haye                                              | commune nouvelle (avec communes déléguées) | 2 novembre 2018 (Arrêté)                       | 1er janvier 2019                               |
| Bois-de-Haye                            | Sexey-les-Bois                                               | commune nouvelle (avec communes déléguées) | 2 novembre 2018 (Arrêté)                       | 1er janvier 2019                               |
| Val de Briey                            | Briey                                                        | commune nouvelle (avec communes déléguées) | 28 juin 2016 (Arrêté) 23 août 2016 (Arrêté)    | 1er janvier 2017                               |
| Val de Briey                            | Mance                                                        | commune nouvelle (avec communes déléguées) | 28 juin 2016 (Arrêté) 23 août 2016 (Arrêté)    | 1er janvier 2017                               |
| Val de Briey                            | Mancieulles                                                  | commune nouvelle (avec communes déléguées) | 28 juin 2016 (Arrêté) 23 août 2016 (Arrêté)    | 1er janvier 2017                               |
| Ochey-Thuilley                          | Ochey (commune rétablie en 1987)                             | fusion association (dissoute en 1987)      | 22 juin 1973 (Arrêté)                          | 1er juillet 1973                               |
| Ochey-Thuilley                          | Thuilley-aux-Groseilles (commune rétablie en 1987)           | fusion association (dissoute en 1987)      | 22 juin 1973 (Arrêté)                          | 1er juillet 1973                               |
| Parroy                                  | Parroy                                                       | fusion association (dissoute en 1987)      | 31 décembre 1972 (Arrêté)                      | 1er janvier 1973                               |
| Parroy                                  | Coincourt (commune rétablie en 1987)                         | fusion association (dissoute en 1987)      | 31 décembre 1972 (Arrêté)                      | 1er janvier 1973                               |
| Parroy                                  | Mouacourt (commune rétablie en 1987)                         | fusion association (dissoute en 1987)      | 31 décembre 1972 (Arrêté)                      | 1er janvier 1973                               |
| Parroy                                  | Xures (commune rétablie en 1987)                             | fusion association (dissoute en 1987)      | 31 décembre 1972 (Arrêté)                      | 1er janvier 1973                               |
| Allamps                                 | Allamps                                                      | fusion                                     | 12 février 1971 (Arrêté)                       | 4 mars 1971                                    |
| Allamps                                 | Housselmont                                                  | fusion                                     | 12 février 1971 (Arrêté)                       | 4 mars 1971                                    |
| Les Mesnils-sur-Madon                   | Crantenoy (commune rétablie en 1987)                         | fusion (dissoute en 1987)                  | 29 janvier 1971 (Arrêté)                       | 1er février 1971                               |
| Les Mesnils-sur-Madon                   | Ormes-et-Ville (commune rétablie en 1987)                    | fusion (dissoute en 1987)                  | 29 janvier 1971 (Arrêté)                       | 1er février 1971                               |
| Les Mesnils-sur-Madon                   | Vaudigny (commune rétablie en 1987)                          | fusion (dissoute en 1987)                  | 29 janvier 1971 (Arrêté)                       | 1er février 1971                               |
| Belleau                                 | Belleau                                                      | fusion                                     | 5 janvier 1971 (Arrêté)                        | 10 février 1971                                |
| Belleau                                 | Lixières (canton de Nomeny)                                  | fusion                                     | 5 janvier 1971 (Arrêté)                        | 10 février 1971                                |
| Belleau                                 | Manoncourt-sur-Seille                                        | fusion                                     | 5 janvier 1971 (Arrêté)                        | 10 février 1971                                |
| Belleau                                 | Morey                                                        | fusion                                     | 5 janvier 1971 (Arrêté)                        | 10 février 1971                                |
| Belleau                                 | Serrières                                                    | fusion                                     | 5 janvier 1971 (Arrêté)                        | 10 février 1971                                |
| Choloy-Ménillot                         | Choloy                                                       | fusion                                     | 19 décembre 1968 (Arrêté)                      | 1er janvier 1969                               |
| Choloy-Ménillot                         | Ménillot                                                     | fusion                                     | 19 décembre 1968 (Arrêté)                      | 1er janvier 1969                               |
| Limey                                   | Limey                                                        | fusion                                     | 15 septembre 1942 (Arrêté)                     | 15 septembre 1942 (Arrêté)                     |
| Limey                                   | Remenauville                                                 | fusion                                     | 15 septembre 1942 (Arrêté)                     | 15 septembre 1942 (Arrêté)                     |
| Thiaucourt                              | Thiaucourt                                                   | fusion                                     | 15 septembre 1942 (Arrêté)                     | 15 septembre 1942 (Arrêté)                     |
| Thiaucourt                              | Regniéville                                                  | fusion                                     | 15 septembre 1942 (Arrêté)                     | 15 septembre 1942 (Arrêté)                     |
| Malzéville                              | Malzéville                                                   | fusion                                     | 5 avril 1884 (Décret)                          | 5 avril 1884 (Décret)                          |
| Malzéville                              | Pixerécourt                                                  | fusion                                     | 5 avril 1884 (Décret)                          | 5 avril 1884 (Décret)                          |
| Choloy                                  | Choloy                                                       | fusion                                     | 20 avril 1820 (Ordonnance)                     | 20 avril 1820 (Ordonnance)                     |
| Choloy                                  | Val-de-Passey                                                | fusion                                     | 20 avril 1820 (Ordonnance)                     | 20 avril 1820 (Ordonnance)                     |
| Saint-Clément                           | Saint-Clément                                                | fusion (dissoute en 1834)                  | 27 mai 1818 (Ordonnance),                      | 27 mai 1818 (Ordonnance),                      |
| Saint-Clément                           | Laronxe (commune rétablie en 1834)                           | fusion (dissoute en 1834)                  | 27 mai 1818 (Ordonnance),                      | 27 mai 1818 (Ordonnance),                      |
| Hagéville                               | Hagéville                                                    | fusion (dissoute en 1833)                  | 31 juillet 1812 (Décret)                       | 31 juillet 1812 (Décret)                       |
| Hagéville                               | Dampvitoux (commune rétablie en 1833)                        | fusion (dissoute en 1833)                  | 31 juillet 1812 (Décret)                       | 31 juillet 1812 (Décret)                       |
| Petit-Failly                            | Petit-Failly                                                 | fusion (dissoute en 1841)                  | 14 juillet 1812 (Décret)                       | 14 juillet 1812 (Décret)                       |
| Petit-Failly                            | Ham-et-Saint-Jean-devant-Marville (commune rétablie en 1841) | fusion (dissoute en 1841)                  | 14 juillet 1812 (Décret)                       | 14 juillet 1812 (Décret)                       |
| Villerupt                               | Villerupt                                                    | fusion (dissoute en 1841)                  | 14 juillet 1812 (Décret)                       | 14 juillet 1812 (Décret)                       |
| Villerupt                               | Thil (commune rétablie en 1841)                              | fusion (dissoute en 1841)                  | 14 juillet 1812 (Décret)                       | 14 juillet 1812 (Décret)                       |
| Waville                                 | Waville                                                      | fusion (dissoute en 1841)                  | 14 juillet 1812 (Décret),                      | 14 juillet 1812 (Décret),                      |
| Waville                                 | Villecey-sur-Mad (commune rétablie en 1841)                  | fusion (dissoute en 1841)                  | 14 juillet 1812 (Décret),                      | 14 juillet 1812 (Décret),                      |
| Aumetz (auj. département de la Moselle) | Aumetz (auj. département de la Moselle)                      | fusion (dissoute en 1833)                  | 2 juillet 1812 (Décret)                        | 2 juillet 1812 (Décret)                        |
| Aumetz (auj. département de la Moselle) | Crusnes (commune rétablie en 1833)                           | fusion (dissoute en 1833)                  | 2 juillet 1812 (Décret)                        | 2 juillet 1812 (Décret)                        |
| Cosnes-et-Romain                        | Cosnes                                                       | fusion                                     | 2 juillet 1812 (Décret)                        | 2 juillet 1812 (Décret)                        |
| Cosnes-et-Romain                        | Romain                                                       | fusion                                     | 2 juillet 1812 (Décret)                        | 2 juillet 1812 (Décret)                        |
| Réhon                                   | Réhon                                                        | fusion (dissoute en 1879)                  | 2 juillet 1812 (Décret)                        | 2 juillet 1812 (Décret)                        |
| Réhon                                   | Mexy (commune rétablie en 1879)                              | fusion (dissoute en 1879)                  | 2 juillet 1812 (Décret)                        | 2 juillet 1812 (Décret)                        |
| Charency-Vezin                          | Charency-Vezin                                               | fusion (dissoute en 1840)                  | 18 avril 1812 (Décret)                         | 18 avril 1812 (Décret)                         |
| Charency-Vezin                          | Épiez (commune rétablie en 1840)                             | fusion (dissoute en 1840)                  | 18 avril 1812 (Décret)                         | 18 avril 1812 (Décret)                         |
| Anoux-Mancieulles                       | Anoux (commune rétablie en 1910)                             | fusion (dissoute en 1910)                  | 22 février 1812 (Décret)                       | 22 février 1812 (Décret)                       |
| Anoux-Mancieulles                       | Mancieulles (commune rétablie en 1910)                       | fusion (dissoute en 1910)                  | 22 février 1812 (Décret)                       | 22 février 1812 (Décret)                       |
| Mont-Saint-Martin                       | Mont-Saint-Martin                                            | fusion                                     | 2 février 1812 (Décret)                        | 2 février 1812 (Décret)                        |
| Mont-Saint-Martin                       | Piedmont                                                     | fusion                                     | 2 février 1812 (Décret)                        | 2 février 1812 (Décret)                        |
| Domprix                                 | Domprix                                                      | fusion                                     | 29 janvier 1812 (Décret)                       | 29 janvier 1812 (Décret)                       |
| Domprix                                 | Bertrameix                                                   | fusion                                     | 29 janvier 1812 (Décret)                       | 29 janvier 1812 (Décret)                       |
| Cons-la-Grandville                      | Cons-la-Grandville                                           | fusion (dissoute en 1833)                  | 28 décembre 1811 (Décret)                      | 28 décembre 1811 (Décret)                      |
| Cons-la-Grandville                      | Villers-la-Chèvre (commune rétablie en 1833)                 | fusion (dissoute en 1833)                  | 28 décembre 1811 (Décret)                      | 28 décembre 1811 (Décret)                      |
| Beuveille-Doncourt                      | Beuveille (commune rétablie en 1936)                         | fusion (dissoute en 1936)                  | 9 décembre 1811 (Décret)                       | 9 décembre 1811 (Décret)                       |
| Beuveille-Doncourt                      | Doncourt (commune rétablie en 1936)                          | fusion (dissoute en 1936)                  | 9 décembre 1811 (Décret)                       | 9 décembre 1811 (Décret)                       |
| Montigny-sur-Chiers                     | Montigny-sur-Chiers                                          | fusion                                     | 9 décembre 1811 (Décret)                       | 9 décembre 1811 (Décret)                       |
| Montigny-sur-Chiers                     | Fermont                                                      | fusion                                     | 9 décembre 1811 (Décret)                       | 9 décembre 1811 (Décret)                       |
| Béchamps                                | Béchamps                                                     | fusion (dissoute en 1847)                  | 10 novembre 1811 (Décret),                     | 10 novembre 1811 (Décret),                     |
| Béchamps                                | Mouaville (commune rétablie en 1847)                         | fusion (dissoute en 1847)                  | 10 novembre 1811 (Décret),                     | 10 novembre 1811 (Décret),                     |
| Landres                                 | Landres                                                      | fusion (dissoute en 1910)                  | 19 octobre 1811 (Décret)                       | 19 octobre 1811 (Décret)                       |
| Landres                                 | Piennes (commune rétablie en 1910)                           | fusion (dissoute en 1910)                  | 19 octobre 1811 (Décret)                       | 19 octobre 1811 (Décret)                       |
| Lantéfontaine                           | Lantéfontaine                                                | fusion                                     | 8 octobre 1811 (Décret)                        | 8 octobre 1811 (Décret)                        |
| Lantéfontaine                           | Immonville                                                   | fusion                                     | 8 octobre 1811 (Décret)                        | 8 octobre 1811 (Décret)                        |
| Auboué                                  | Auboué                                                       | fusion (dissoute en 1833)                  | 4 août 1811 (Décret)                           | 4 août 1811 (Décret)                           |
| Auboué                                  | Moutiers (commune rétablie en 1833)                          | fusion (dissoute en 1833)                  | 4 août 1811 (Décret)                           | 4 août 1811 (Décret)                           |
| Giraumont                               | Giraumont                                                    | fusion                                     | 4 août 1811 (Décret)                           | 4 août 1811 (Décret)                           |
| Giraumont                               | Tichemont                                                    | fusion                                     | 4 août 1811 (Décret)                           | 4 août 1811 (Décret)                           |
| Brainville                              | Brainville                                                   | fusion                                     | 19 avril 1811 (Décret)                         | 19 avril 1811 (Décret)                         |
| Brainville                              | Porcher                                                      | fusion                                     | 19 avril 1811 (Décret)                         | 19 avril 1811 (Décret)                         |
| Allamont                                | Allamont                                                     | fusion                                     | 9 avril 1811 (Décret)                          | 9 avril 1811 (Décret)                          |
| Allamont                                | Dompierre                                                    | fusion                                     | 9 avril 1811 (Décret)                          | 9 avril 1811 (Décret)                          |
| Colmey                                  | Colmey                                                       | fusion                                     | 9 avril 1811 (Décret),                         | 9 avril 1811 (Décret),                         |
| Colmey                                  | Flabeuville                                                  | fusion                                     | 9 avril 1811 (Décret),                         | 9 avril 1811 (Décret),                         |
| Colmey                                  | Villette (commune rétablie en 1845)                          | fusion                                     | 9 avril 1811 (Décret),                         | 9 avril 1811 (Décret),                         |
| Mercy-le-Haut                           | Mercy-le-Haut                                                | fusion                                     | 9 avril 1811 (Décret)                          | 9 avril 1811 (Décret)                          |
| Mercy-le-Haut                           | Boudrezy                                                     | fusion                                     | 9 avril 1811 (Décret)                          | 9 avril 1811 (Décret)                          |
| Saint-Pancré                            | Saint-Pancré                                                 | fusion                                     | 9 avril 1811 (Décret)                          | 9 avril 1811 (Décret)                          |
| Saint-Pancré                            | Buré-la-Ville                                                | fusion                                     | 9 avril 1811 (Décret)                          | 9 avril 1811 (Décret)                          |
| Gondrecourt-Aix                         | Gondrecourt                                                  | fusion                                     | 5 avril 1811 (Décret)                          | 5 avril 1811 (Décret)                          |
| Gondrecourt-Aix                         | Aix                                                          | fusion                                     | 5 avril 1811 (Décret)                          | 5 avril 1811 (Décret)                          |
| Grand-Failly                            | Grand-Failly                                                 | fusion                                     | 5 avril 1811 (Décret)                          | 5 avril 1811 (Décret)                          |
| Grand-Failly                            | Petit-Xivry                                                  | fusion                                     | 5 avril 1811 (Décret)                          | 5 avril 1811 (Décret)                          |
| Mairy                                   | Mairy                                                        | fusion                                     | 5 avril 1811 (Décret)                          | 5 avril 1811 (Décret)                          |
| Mairy                                   | Mainville                                                    | fusion                                     | 5 avril 1811 (Décret)                          | 5 avril 1811 (Décret)                          |
| Anderny                                 | Anderny                                                      | fusion (dissoute en 1833)                  | 24 janvier 1811 (Décret)                       | 24 janvier 1811 (Décret)                       |
| Anderny                                 | Malavillers (commune rétablie en 1833)                       | fusion (dissoute en 1833)                  | 24 janvier 1811 (Décret)                       | 24 janvier 1811 (Décret)                       |
| Jarny                                   | Jarny                                                        | fusion                                     | 8 novembre 1810 (Décret)                       | 8 novembre 1810 (Décret)                       |
| Jarny                                   | Droitaumont                                                  | fusion                                     | 8 novembre 1810 (Décret)                       | 8 novembre 1810 (Décret)                       |
| Ville-sur-Yron                          | Ville-sur-Yron                                               | fusion                                     | 8 novembre 1810 (Décret)                       | 8 novembre 1810 (Décret)                       |
| Ville-sur-Yron                          | Ville-aux-Prés                                               | fusion                                     | 8 novembre 1810 (Décret)                       | 8 novembre 1810 (Décret)                       |
| Fresnois-la-Montagne                    | Fresnois-la-Montagne                                         | fusion (dissoute en 1833)                  | 22 juin 1810 (Décret)                          | 22 juin 1810 (Décret)                          |
| Fresnois-la-Montagne                    | Tellancourt (commune rétablie en 1833)                       | fusion (dissoute en 1833)                  | 22 juin 1810 (Décret)                          | 22 juin 1810 (Décret)                          |
| Herserange                              | Herserange                                                   | fusion (dissoute en 1897)                  | 22 juin 1810 (Décret)                          | 22 juin 1810 (Décret)                          |
| Herserange                              | Longlaville (commune rétablie en 1897)                       | fusion (dissoute en 1897)                  | 22 juin 1810 (Décret)                          | 22 juin 1810 (Décret)                          |
| Hussigny                                | Hussigny                                                     | fusion                                     | 20 février 1810 (Décret)                       | 20 février 1810 (Décret)                       |
| Hussigny                                | Godbrange                                                    | fusion                                     | 20 février 1810 (Décret)                       | 20 février 1810 (Décret)                       |
| Hagéville                               | Hagéville                                                    | fusion                                     | 30 janvier 1810 (Décret)                       | 30 janvier 1810 (Décret)                       |
| Hagéville                               | Champs                                                       | fusion                                     | 30 janvier 1810 (Décret)                       | 30 janvier 1810 (Décret)                       |
| Mars-la-Tour                            | Mars-la-Tour                                                 | fusion (dissoute en 1835)                  | 22 janvier 1810 (Décret) 22 juin 1810 (Décret) | 22 janvier 1810 (Décret) 22 juin 1810 (Décret) |
| Mars-la-Tour                            | Puxieux (commune rétablie en 1835 puis en 1845)              | fusion (dissoute en 1835)                  | 22 janvier 1810 (Décret) 22 juin 1810 (Décret) | 22 janvier 1810 (Décret) 22 juin 1810 (Décret) |
| Mars-la-Tour                            | Tronville (commune rétablie en 1835 puis en 1845)            | fusion (dissoute en 1835)                  | 22 janvier 1810 (Décret) 22 juin 1810 (Décret) | 22 janvier 1810 (Décret) 22 juin 1810 (Décret) |
| Gorcy                                   | Gorcy                                                        | fusion                                     | 12 janvier 1810 (Décret)                       | 12 janvier 1810 (Décret)                       |
| Gorcy                                   | Cussigny                                                     | fusion                                     | 12 janvier 1810 (Décret)                       | 12 janvier 1810 (Décret)                       |
| Preutin                                 | Preutin                                                      | fusion                                     | 1810,                                          | 1810,                                          |
| Preutin                                 | Higny                                                        | fusion                                     | 1810,                                          | 1810,                                          |
| Xivry-Circourt                          | Xivry-le-Franc                                               | fusion                                     | 9 décembre 1809 (Décret)                       | 9 décembre 1809 (Décret)                       |
| Xivry-Circourt                          | Circourt                                                     | fusion                                     | 9 décembre 1809 (Décret)                       | 9 décembre 1809 (Décret)                       |
| Génaville                               | Génaville                                                    | fusion                                     | 5 août 1809 (Décret)                           | 5 août 1809 (Décret)                           |
| Génaville                               | Pénil-et-Méraumont                                           | fusion                                     | 5 août 1809 (Décret)                           | 5 août 1809 (Décret)                           |
| Jœuf                                    | Jœuf                                                         | fusion (dissoute en 1833)                  | 5 août 1809 (Décret)                           | 5 août 1809 (Décret)                           |
| Jœuf                                    | Homécourt (commune rétablie en 1833)                         | fusion (dissoute en 1833)                  | 5 août 1809 (Décret)                           | 5 août 1809 (Décret)                           |
| Saint-Ail                               | Saint-Ail                                                    | fusion                                     | 4 juin 1809 (Décret)                           | 4 juin 1809 (Décret)                           |
| Saint-Ail                               | Habonville                                                   | fusion                                     | 4 juin 1809 (Décret)                           | 4 juin 1809 (Décret)                           |
| Fléville-Lixières                       | Fléville (canton de Conflans)                                | fusion                                     | 1809                                           | 1809                                           |
| Fléville-Lixières                       | Lixières (canton de Conflans)                                | fusion                                     | 1809                                           | 1809                                           |
| Baccarat                                | Baccarat                                                     | fusion                                     | 23 août 1806 (Décret),                         | 23 août 1806 (Décret),                         |
| Baccarat                                | Verreries-Sainte-Anne                                        | fusion                                     | 23 août 1806 (Décret),                         | 23 août 1806 (Décret),                         |
| Ancerviller                             | Ancerviller                                                  | fusion                                     | 1805                                           | 1805                                           |
| Ancerviller                             | Couvey                                                       | fusion                                     | 1805                                           | 1805                                           |
| Athienville                             | Athienville                                                  | fusion                                     | 1805                                           | 1805                                           |
| Athienville                             | Ranzé                                                        | fusion                                     | 1805                                           | 1805                                           |
| Crévic                                  | Crévic                                                       | fusion                                     | 1805                                           | 1805                                           |
| Crévic                                  | Grandvezin                                                   | fusion                                     | 1805                                           | 1805                                           |
| Favières                                | Favières                                                     | fusion                                     | 1805                                           | 1805                                           |
| Favières                                | Saint-Amon                                                   | fusion                                     | 1805                                           | 1805                                           |
| Lalœuf                                  | Lalœuf                                                       | fusion                                     | 1805                                           | 1805                                           |
| Lalœuf                                  | Puxe (canton de Vézelise)                                    | fusion                                     | 1805                                           | 1805                                           |
| Laxou                                   | Laxou                                                        | fusion                                     | 1805                                           | 1805                                           |
| Laxou                                   | Bathelémont (canton de Nancy)                                | fusion                                     | 1805                                           | 1805                                           |
| Lunéville                               | Lunéville                                                    | fusion                                     | 1805                                           | 1805                                           |
| Lunéville                               | Saint-Maur                                                   | fusion                                     | 1805                                           | 1805                                           |
| Méhoncourt                              | Méhoncourt                                                   | fusion                                     | 1805                                           | 1805                                           |
| Méhoncourt                              | Mainbermont                                                  | fusion                                     | 1805                                           | 1805                                           |
| Moineville                              | Moineville                                                   | fusion                                     | 1805                                           | 1805                                           |
| Moineville                              | Beaumont (canton de Briey)                                   | fusion                                     | 1805                                           | 1805                                           |
| Moncel                                  | Moncel                                                       | fusion                                     | 1805                                           | 1805                                           |
| Moncel                                  | Beaupré                                                      | fusion                                     | 1805                                           | 1805                                           |
| Nancy                                   | Nancy                                                        | fusion                                     | 1805                                           | 1805                                           |
| Nancy                                   | Notre-Dame-de-Bon-Secours                                    | fusion                                     | 1805                                           | 1805                                           |
| Nancy                                   | Les Trois-Maisons                                            | fusion                                     | 1805                                           | 1805                                           |
| Pénil-et-Méraumont                      | Pénil                                                        | fusion                                     | 1805                                           | 1805                                           |
| Pénil-et-Méraumont                      | Méraumont                                                    | fusion                                     | 1805                                           | 1805                                           |
| Puxe (canton de Conflans)               | Puxe                                                         | fusion                                     | 1805                                           | 1805                                           |
| Puxe (canton de Conflans)               | Bouzonville                                                  | fusion                                     | 1805                                           | 1805                                           |
| Rehainviller                            | Rehainviller                                                 | fusion                                     | 1805                                           | 1805                                           |
| Rehainviller                            | Adoménil                                                     | fusion                                     | 1805                                           | 1805                                           |
| Saint-Remimont                          | Saint-Remimont                                               | fusion                                     | 1805                                           | 1805                                           |
| Saint-Remimont                          | Herbelmont                                                   | fusion                                     | 1805                                           | 1805                                           |
| Saizerais                               | Saizeray-Saint-Amand                                         | fusion                                     | 1805                                           | 1805                                           |
| Saizerais                               | Saizeray-Saint-Georges                                       | fusion                                     | 1805                                           | 1805                                           |
| Sionviller                              | Sionviller                                                   | fusion                                     | 1805                                           | 1805                                           |
| Sionviller                              | Craon                                                        | fusion                                     | 1805                                           | 1805                                           |
| Vandœuvre                               | Vandœuvre                                                    | fusion                                     | 1805                                           | 1805                                           |
| Vandœuvre                               | Le Montet                                                    | fusion                                     | 1805                                           | 1805                                           |
| Villers-lès-Nancy                       | Villers-lès-Nancy                                            | fusion                                     | 1805                                           | 1805                                           |
| Villers-lès-Nancy                       | Clairlieu                                                    | fusion                                     | 1805                                           | 1805                                           |
| Vitrimont                               | Vitrimont                                                    | fusion                                     | 1805                                           | 1805                                           |
| Vitrimont                               | Léomont                                                      | fusion                                     | 1805                                           | 1805                                           |
| Rosières-aux-Salines                    | Rosières-aux-Salines                                         | fusion                                     | 1795-1800                                      | 1795-1800                                      |
| Rosières-aux-Salines                    | Nouveau-Lieu                                                 | fusion                                     | 1795-1800                                      | 1795-1800                                      |
| Allondrelle                             | Allondrelle                                                  | fusion                                     | 1790-1794                                      | 1790-1794                                      |
| Allondrelle                             | La Malmaison                                                 | fusion                                     | 1790-1794                                      | 1790-1794                                      |
| Arraye-et-Han                           | Arraye                                                       | fusion                                     | 1790-1794                                      | 1790-1794                                      |
| Arraye-et-Han                           | Han                                                          | fusion                                     | 1790-1794                                      | 1790-1794                                      |
| Art-sur-Meurthe                         | Art-sur-Meurthe                                              | fusion                                     | 1790-1794                                      | 1790-1794                                      |
| Art-sur-Meurthe                         | Bosserville                                                  | fusion                                     | 1790-1794                                      | 1790-1794                                      |
| Baccarat                                | Baccarat                                                     | fusion                                     | 1790-1794                                      | 1790-1794                                      |
| Baccarat                                | Badménil                                                     | fusion                                     | 1790-1794                                      | 1790-1794                                      |
| Bréhain-la-Ville                        | Bréhain-la-Ville                                             | fusion                                     | 1790-1794                                      | 1790-1794                                      |
| Bréhain-la-Ville                        | La Cour                                                      | fusion                                     | 1790-1794                                      | 1790-1794                                      |
| Charency-Vezin                          | Charency                                                     | fusion                                     | 1790-1794                                      | 1790-1794                                      |
| Charency-Vezin                          | Vezin                                                        | fusion                                     | 1790-1794                                      | 1790-1794                                      |
| Cosnes                                  | Cosnes                                                       | fusion                                     | 1790-1794                                      | 1790-1794                                      |
| Cosnes                                  | Vaux                                                         | fusion                                     | 1790-1794                                      | 1790-1794                                      |
| Cosnes                                  | Warnimont                                                    | fusion                                     | 1790-1794                                      | 1790-1794                                      |
| Dieulouard                              | Dieulouard                                                   | fusion                                     | 1790-1794                                      | 1790-1794                                      |
| Dieulouard                              | Scarponne                                                    | fusion                                     | 1790-1794                                      | 1790-1794                                      |
| Dommarie-Eulmont                        | Dommarie                                                     | fusion                                     | 1790-1794                                      | 1790-1794                                      |
| Dommarie-Eulmont                        | Eulmont                                                      | fusion                                     | 1790-1794                                      | 1790-1794                                      |
| Écrouves                                | Écrouves                                                     | fusion                                     | 1790-1794                                      | 1790-1794                                      |
| Écrouves                                | Grand-Ménil                                                  | fusion                                     | 1790-1794                                      | 1790-1794                                      |
| Essey-et-Maizerais                      | Essey                                                        | fusion                                     | 1790-1794                                      | 1790-1794                                      |
| Essey-et-Maizerais                      | Maizerais                                                    | fusion                                     | 1790-1794                                      | 1790-1794                                      |
| Gerbécourt-et-Haplemont                 | Gerbécourt                                                   | fusion                                     | 1790-1794                                      | 1790-1794                                      |
| Gerbécourt-et-Haplemont                 | Haplemont                                                    | fusion                                     | 1790-1794                                      | 1790-1794                                      |
| Ham-et-Saint-Jean-devant-Marville       | Ham                                                          | fusion                                     | 1790-1794                                      | 1790-1794                                      |
| Ham-et-Saint-Jean-devant-Marville       | Saint-Jean-devant-Marville                                   | fusion                                     | 1790-1794                                      | 1790-1794                                      |
| Landres                                 | Landres                                                      | fusion                                     | 1790-1794                                      | 1790-1794                                      |
| Landres                                 | Mont                                                         | fusion                                     | 1790-1794                                      | 1790-1794                                      |
| Laxou                                   | Laxou                                                        | fusion                                     | 1790-1794                                      | 1790-1794                                      |
| Laxou                                   | Maréville                                                    | fusion                                     | 1790-1794                                      | 1790-1794                                      |
| Longuyon                                | Longuyon                                                     | fusion                                     | 1790-1794                                      | 1790-1794                                      |
| Longuyon                                | Noers                                                        | fusion                                     | 1790-1794                                      | 1790-1794                                      |
| Martincourt                             | Martincourt                                                  | fusion                                     | 1790-1794                                      | 1790-1794                                      |
| Martincourt                             | Pierrefort                                                   | fusion                                     | 1790-1794                                      | 1790-1794                                      |
| Martincourt                             | Saint-Jean-Nanceville                                        | fusion                                     | 1790-1794                                      | 1790-1794                                      |
| Mercy-le-Bas                            | Mercy-le-Bas                                                 | fusion                                     | 1790-1794                                      | 1790-1794                                      |
| Mercy-le-Bas                            | Mainbottel                                                   | fusion                                     | 1790-1794                                      | 1790-1794                                      |
| Mercy-le-Haut                           | Mercy-le-Haut                                                | fusion                                     | 1790-1794                                      | 1790-1794                                      |
| Mercy-le-Haut                           | Saint-Genest                                                 | fusion                                     | 1790-1794                                      | 1790-1794                                      |
| Montigny-sur-Chiers                     | Montigny-sur-Chiers                                          | fusion                                     | 1790-1794                                      | 1790-1794                                      |
| Montigny-sur-Chiers                     | Les Converts                                                 | fusion                                     | 1790-1794                                      | 1790-1794                                      |
| Montigny-sur-Chiers                     | La Quarre                                                    | fusion                                     | 1790-1794                                      | 1790-1794                                      |
| Ormes-et-Ville                          | Ormes                                                        | fusion                                     | 1790-1794                                      | 1790-1794                                      |
| Ormes-et-Ville                          | Ville (canton de Haroué)                                     | fusion                                     | 1790-1794                                      | 1790-1794                                      |
| Thézey-Saint-Martin                     | Thézey                                                       | fusion                                     | 1790-1794                                      | 1790-1794                                      |
| Thézey-Saint-Martin                     | Saint-Martin (canton de Nomeny)                              | fusion                                     | 1790-1794                                      | 1790-1794                                      |
| Tronville                               | Tronville                                                    | fusion                                     | 1790-1794                                      | 1790-1794                                      |
| Tronville                               | Le Sautey                                                    | fusion                                     | 1790-1794                                      | 1790-1794                                      |
| Ugny                                    | Ugny                                                         | fusion                                     | 1790-1794                                      | 1790-1794                                      |
| Ugny                                    | Procourt                                                     | fusion                                     | 1790-1794                                      | 1790-1794                                      |
| Viviers                                 | Viviers                                                      | fusion                                     | 1790-1794                                      | 1790-1794                                      |
| Viviers                                 | Beaumont (canton de Longuyon)                                | fusion                                     | 1790-1794                                      | 1790-1794                                      |
| Viviers                                 | Revermont                                                    | fusion                                     | 1790-1794                                      | 1790-1794                                      |
| Xermaménil                              | Xermaménil                                                   | fusion                                     | 1790-1794                                      | 1790-1794                                      |
| Xermaménil                              | Mortagne (rattaché à Mont-sur-Meurthe en 1857)               | fusion                                     | 1790-1794                                      | 1790-1794                                      |

## Créations et rétablissements
| Nom de la commune créée | Commune affectée                          | Mode de création               | Date (et nature) de la décision | Date d'effet                  |
| ----------------------- | ----------------------------------------- | ------------------------------ | ------------------------------- | ----------------------------- |
| Crantenoy               | Les Mesnils-sur-Madon (commune supprimée) | Rétablissements et suppression | 8 avril 1987 (Arrêté)           | 8 avril 1987                  |
| Ormes-et-Ville          | Les Mesnils-sur-Madon (commune supprimée) | Rétablissements et suppression | 8 avril 1987 (Arrêté)           | 8 avril 1987                  |
| Vaudigny                | Les Mesnils-sur-Madon (commune supprimée) | Rétablissements et suppression | 8 avril 1987 (Arrêté)           | 8 avril 1987                  |
| Coincourt               | Parroy                                    | Rétablissements                | 26 décembre 1986 (Arrêté)       | 1er janvier 1987              |
| Mouacourt               | Parroy                                    | Rétablissements                | 26 décembre 1986 (Arrêté)       | 1er janvier 1987              |
| Xures                   | Parroy                                    | Rétablissements                | 26 décembre 1986 (Arrêté)       | 1er janvier 1987              |
| Ochey                   | Ochey-Thuilley (commune supprimée)        | Rétablissements et suppression | 27 novembre 1986 (Arrêté)       | 1er janvier 1987              |
| Thuilley-aux-Groseilles | Ochey-Thuilley (commune supprimée)        | Rétablissements et suppression | 27 novembre 1986 (Arrêté)       | 1er janvier 1987              |
| Beuveille               | Beuveille-Doncourt (commune supprimée)    | Rétablissements et suppression | 29 novembre 1936 (Loi)          | 29 novembre 1936 (Loi)        |
| Doncourt-lès-Longuyon   | Beuveille-Doncourt (commune supprimée)    | Rétablissements et suppression | 29 novembre 1936 (Loi)          | 29 novembre 1936 (Loi)        |
| Anoux                   | Anoux-Mancieulles (commune supprimée)     | Rétablissements et suppression | 11 juillet 1910 (Loi)           | 11 juillet 1910 (Loi)         |
| Mancieulles             | Anoux-Mancieulles (commune supprimée)     | Rétablissements et suppression | 11 juillet 1910 (Loi)           | 11 juillet 1910 (Loi)         |
| Piennes                 | Landres                                   | Rétablissement                 | 11 juillet 1910 (Loi)           | 11 juillet 1910 (Loi)         |
| Igney                   | Igney-Avricourt (commune supprimée)       | Démembrement et suppression    | 22 janvier 1898 (Loi)           | 22 janvier 1898 (Loi)         |
| Avricourt               | Igney-Avricourt (commune supprimée)       | Démembrement et suppression    | 22 janvier 1898 (Loi)           | 22 janvier 1898 (Loi)         |
| Longlaville             | Herserange                                | Rétablissement                 | 24 juillet 1897 (Loi)           | 24 juillet 1897 (Loi)         |
| Mexy                    | Réhon                                     | Rétablissement                 | 14 mars 1879 (Décret)           | 14 mars 1879 (Décret)         |
| Mouaville               | Béchamps                                  | Rétablissement                 | 5 septembre 1847 (Ordonnance)   | 5 septembre 1847 (Ordonnance) |
| Villette                | Colmey                                    | Rétablissement                 | 8 août 1845 (Ordonnance)        | 8 août 1845 (Ordonnance)      |
| Puxieux                 | Tronville-Puxieux (commune supprimée)     | Rétablissements et suppression | 16 mai 1845 (Ordonnance)        | 16 mai 1845 (Ordonnance)      |
| Tronville               | Tronville-Puxieux (commune supprimée)     | Rétablissements et suppression | 16 mai 1845 (Ordonnance)        | 16 mai 1845 (Ordonnance)      |
| Thil                    | Villerupt                                 | Rétablissement                 | 16 août 1841 (Ordonnance)       | 16 août 1841 (Ordonnance)     |
| Villecey-sur-Mad        | Waville                                   | Rétablissement                 | 16 août 1841 (Ordonnance)       | 16 août 1841 (Ordonnance)     |
| Saint-Jean              | Petit-Failly                              | Rétablissement                 | 21 février 1841 (Ordonnance)    | 21 février 1841 (Ordonnance)  |
| Épiez                   | Charency-Vezin                            | Rétablissement                 | 7 avril 1840 (Ordonnance)       | 7 avril 1840 (Ordonnance)     |
| Tronville-Puxieux       | Mars-la-Tour                              | Rétablissement                 | 12 janvier 1835 (Ordonnance)    | 12 janvier 1835 (Ordonnance)  |
| Laronxe                 | Saint-Clément                             | Rétablissement                 | 8 juin 1834 (Ordonnance),       | 8 juin 1834 (Ordonnance),     |
| Moutiers                | Auboué                                    | Rétablissement                 | 9 août 1833 (Ordonnance)        | 9 août 1833 (Ordonnance)      |
| Villers-la-Chèvre       | Cons-la-Grandville                        | Rétablissement                 | 9 août 1833 (Ordonnance)        | 9 août 1833 (Ordonnance)      |
| Crusnes                 | Aumetz (auj. département de la Moselle)   | Rétablissement                 | 12 janvier 1833 (Ordonnance)    | 12 janvier 1833 (Ordonnance)  |
| Dampvitoux              | Hagéville                                 | Rétablissement                 | 12 janvier 1833 (Ordonnance)    | 12 janvier 1833 (Ordonnance)  |
| Homécourt               | Jœuf                                      | Rétablissement                 | 12 janvier 1833 (Ordonnance)    | 12 janvier 1833 (Ordonnance)  |
| Malavillers             | Anderny                                   | Rétablissement                 | 12 janvier 1833 (Ordonnance)    | 12 janvier 1833 (Ordonnance)  |
| Tellancourt             | Fresnois-la-Montagne                      | Rétablissement                 | 12 janvier 1833 (Ordonnance)    | 12 janvier 1833 (Ordonnance)  |

## Modifications de nom officiel
Le département lui-même change de nom, à la suite de la défaite face à l'Allemagne : il prend le nom de "Meurthe-et-Moselle". (loi du 7 septembre 1871).
| Ancien nom                | Nouveau nom               | Date (et nature) de la décision |
| ------------------------- | ------------------------- | ------------------------------- |
| Bathelémont-lès-Bauzemont | Bathelémont               | 22 mars 2011 (Décret)           |
| Cercueil                  | Cerville                  | 1er août 1972 (Décret)          |
| Dommartin-la-Chapelle     | Dommartin-la-Chaussée     | 3 juin 1965 (Décret)            |
| Mairy                     | Mairy-Mainville           | 5 janvier 1965 (Décret)         |
| Limey                     | Limey-Remenauville        | 29 juin 1962 (Arrêté),          |
| Thiaucourt                | Thiaucourt-Regniéville    | 29 juin 1962 (Arrêté),          |
| Brin                      | Brin-sur-Seille           | 27 mars 1961 (Décret)           |
| Chambley                  | Chambley-Bussières        | 27 mars 1961 (Décret)           |
| Cirey                     | Cirey-sur-Vezouze         | 27 mars 1961 (Décret)           |
| Conflans                  | Conflans-en-Jarnisy       | 27 mars 1961 (Décret)           |
| Dombasle                  | Dombasle-sur-Meurthe      | 27 mars 1961 (Décret)           |
| Flavigny                  | Flavigny-sur-Moselle      | 27 mars 1961 (Décret)           |
| Preutin                   | Preutin-Higny             | 27 mars 1961 (Décret)           |
| Rembercourt               | Rembercourt-sur-Mad       | 27 mars 1961 (Décret)           |
| Saint-Nicolas             | Saint-Nicolas-de-Port     | 27 mars 1961 (Décret)           |
| Saint-Rémy                | Saint-Rémy-aux-Bois       | 27 mars 1961 (Décret)           |
| They                      | They-sous-Vaudemont       | 27 mars 1961 (Décret)           |
| Velle                     | Velle-sur-Moselle         | 27 mars 1961 (Décret)           |
| Allondrelle               | Allondrelle-la-Malmaison  | 20 décembre 1956 (Décret)       |
| Hannonville               | Hannonville-Suzémont      | 16 août 1955 (Décret)           |
| Manoncourt                | Manoncourt-en-Woëvre      | 16 août 1955 (Décret)           |
| Moncel                    | Moncel-lès-Lunéville      | 16 août 1955 (Décret)           |
| Neuviller                 | Neuviller-lès-Badonviller | 16 août 1955 (Décret)           |
| Saint-Jean                | Saint-Jean-lès-Longuyon   | 16 août 1955 (Décret)           |
| Bonvillers-Mont           | Mont-Bonvillers           | 10 novembre 1952 (Décret),      |
| Fléville                  | Fléville-devant-Nancy     | 9 septembre 1941 (Décret)       |
| Abbéville                 | Abbéville-lès-Conflans    | 29 avril 1939 (Décret)          |
| Doncourt                  | Doncourt-lès-Conflans     | 20 octobre 1938 (Décret)        |
| Pierre                    | Pierre-la-Treiche         | 19 août 1937 (Décret)           |
| Norroy                    | Norroy-lès-Pont-à-Mousson | 15 août 1937 (Décret)           |
| Saint-Maurice             | Saint-Maurice-aux-Forges  | 11 août 1937 (Décret)           |
| Autreville                | Autreville-sur-Moselle    | 25 juin 1936 (Décret)           |
| Bayonville                | Bayonville-sur-Mad        | 25 juin 1936 (Décret)           |
| Bey                       | Bey-sur-Seille            | 25 juin 1936 (Décret)           |
| Champey                   | Champey-sur-Moselle       | 25 juin 1936 (Décret)           |
| Chazelles                 | Chazelles-sur-Albe        | 25 juin 1936 (Décret)           |
| Clérey                    | Clérey-sur-Brenon         | 25 juin 1936 (Décret)           |
| Domèvre                   | Domèvre-sur-Vezouze       | 25 juin 1936 (Décret)           |
| Einville                  | Einville-au-Jard          | 25 juin 1936 (Décret)           |
| Haucourt                  | Haucourt-Moulaine         | 25 juin 1936 (Décret)           |
| Jarville                  | Jarville-la-Malgrange     | 25 juin 1936 (Décret)           |
| Mailly                    | Mailly-sur-Seille         | 25 juin 1936 (Décret)           |
| Raville                   | Raville-sur-Sânon         | 25 juin 1936 (Décret)           |
| Roville                   | Roville-devant-Bayon      | 25 juin 1936 (Décret)           |
| Vandœuvre                 | Vandœuvre-lès-Nancy       | 25 juin 1936 (Décret)           |
| Thorey                    | Thorey-Lyautey            | 18 mars 1936 (Décret)           |
| Domptail                  | Domptail-en-l'Air         | 10 mars 1936 (Décret)           |
| Viviers                   | Viviers-sur-Chiers        | 21 mars 1933 (Décret)           |
| Erbéviller                | Erbéviller-sur-Amezule    | 2 février 1932 (Décret)         |
| Épiez                     | Épiez-sur-Chiers          | 27 juillet 1930 (Décret)        |
| Chaudeney                 | Chaudeney-sur-Moselle     | 2 mars 1929 (Décret)            |
| Thiaville                 | Thiaville-sur-Meurthe     | 8 mars 1926 (Décret)            |
| Génaville                 | Les Baroches              | 2 février 1907 (Décret)         |
| Blainville                | Blainville-sur-l'Eau      | 22 décembre 1894 (Décret)       |
| Hussigny                  | Hussigny-Godbrange        | 6 juillet 1893 (Décret)         |
| Allain-aux-Bœufs          | Allain                    | 15 décembre 1890 (Décret)       |
| Colombey                  | Colombey-les-Belles       | 12 décembre 1889 (Décret)       |
| Flavigny                  | Flavigny-sur-Moselle      | 30 mai 1847 (Ordonnance)        |
| Haudonvillier             | Croismare                 | 1821                            |
| Acraignes                 | Frolois                   | 1816                            |

## Modifications des limites communales
Le plus souvent, les modifications des limites communales décidées par arrêtés préfectoraux ne sont pas répertoriées dans le Journal officiel ni dans le Bulletin officiel.
| La commune de ...                                    | ... cède du territoire à la commune de ...                    | précisions                                                  | Date (et nature) de la décision |
| ---------------------------------------------------- | ------------------------------------------------------------- | ----------------------------------------------------------- | ------------------------------- |
| Essey-lès-Nancy                                      | Pulnoy                                                        | Superficie de 43 a 9 ca                                     | 24 octobre 2011 (Décret)        |
| Pulnoy                                               | Essey-lès-Nancy                                               | Superficie de 43 a 9 ca                                     | 24 octobre 2011 (Décret)        |
| Mont-Saint-Martin                                    | Longlaville                                                   | Superficie de 3 ha 76 a 15                                  | 2 août 2005 (Décret)            |
| Saint-Martin                                         | Domèvre-sur-Vezouze                                           |                                                             | 23 décembre 2002 (Arrêté)       |
| Domèvre-sur-Vezouze                                  | Herbéviller                                                   |                                                             | 23 décembre 2002 (Arrêté)       |
| Malzéville                                           | Maxéville                                                     | Superficie de 1 ha 4 a 68 ca                                | 31 octobre 1995 (Décret)        |
| Rehainviller                                         | Mont-sur-Meurthe                                              | 5 habitants                                                 | 1er septembre 1993 (Arrêté)     |
| Dieulouard                                           | Autreville-sur-Moselle                                        | Superficie de 63 a 80 ca                                    | 17 août 1992 (Décret)           |
| Pont-à-Mousson                                       | Norroy-lès-Pont-à-Mousson                                     | 3 habitants Superficie de 66 a 90 ca                        | 2 juillet 1992 (Décret)         |
| Norroy-lès-Pont-à-Mousson                            | Pont-à-Mousson                                                | Superficie de 91 a 7 ca                                     | 2 juillet 1992 (Décret)         |
| Cons-la-Grandville                                   | Ugny                                                          | 3 habitants                                                 | 2 juillet 1991 (Arrêté)         |
| Mont-Saint-Martin                                    | Longwy                                                        | Lieu-dit Le Bois de la Folie Superficie de 1 ha 40 a 82 ca  | 8 août 1979 (Décret)            |
| Aumetz (département de la Moselle)                   | Crusnes                                                       |                                                             | 6 février 1969 (Décret)         |
| Mexy                                                 | Haucourt-Moulaine                                             | 32 habitants                                                | 31 décembre 1968 (Arrêté)       |
| Marainviller                                         | Thiébauménil                                                  | 15 habitants                                                | 31 décembre 1968 (Arrêté)       |
| Villerupt Audun-le-Tiche (département de la Moselle) | Audun-le-Tiche (département de la Moselle) Villerupt          |                                                             | 23 décembre 1965 (Décret)       |
| Laxou                                                | Nancy                                                         | Superficie de 7 ha et 20 ca                                 | 24 juillet 1961 (Décret)        |
| Trieux                                               | Tucquegnieux                                                  | 75 habitants                                                | 15 décembre 1960 (Arrêté)       |
| Laxou                                                | Nancy                                                         | 39 habitants Superficie de 1 ha 15 a                        | 30 octobre 1957 (Décret)        |
| Nancy                                                | Laxou                                                         | Superficie de 7 a 20 ca                                     | 30 octobre 1957 (Décret)        |
| Cosnes-et-Romain                                     | Gorcy                                                         | Cité de Cosnes 200 habitants                                | 27 août 1956 (Décret)           |
| Morfontaine                                          | Bréhain-la-Ville                                              | Fermes du Bois le Klaisse 12 habitants                      | 23 juin 1956 (Décret)           |
| Giraumont                                            | Jarny                                                         | Lieu-dit La Justice Superficie de 4 ha 69 a 75 ca           | 2 juin 1955 (Arrêté),           |
| Jarny                                                | Giraumont                                                     | Lieu-dit Les Grandes Trisières Superficie de 3 ha 82 a 5 ca | 2 juin 1955 (Arrêté),           |
| Autreville-sur-Moselle                               | Millery                                                       | Superficie de 22 a 50 ca                                    | 27 mai 1953 (Arrêté)            |
| Millery                                              | Autreville-sur-Moselle                                        | Superficie de 9 a 10 ca                                     | 27 mai 1953 (Arrêté)            |
| Cosnes-et-Romain                                     | Longwy                                                        | Superficie de 85 ha                                         | 25 mars 1952 (Arrêté)           |
| Gélacourt                                            | Baccarat                                                      | Casernes Murat et Ladmirault                                | 16 mai 1947 (Arrêté)            |
| Liverdun                                             | Frouard                                                       |                                                             | 16 juillet 1938 (Décret)        |
| Tomblaine                                            | Nancy                                                         | Portion située sur la rive gauche de la Meurthe             | 2 janvier 1928 (Loi)            |
| Homécourt                                            | Auboué                                                        |                                                             | 8 janvier 1912 (Décret)         |
| Ville-sur-Yron                                       | Mars-la-Tour                                                  |                                                             | 11 décembre 1911 (Loi)          |
| Moivrons                                             | Jeandelaincourt                                               |                                                             | 21 décembre 1905 (Décret)       |
| Bouxières-aux-Dames                                  | Frouard                                                       |                                                             | 21 avril 1905 (Décret)          |
| Dombasle                                             | Sommerviller                                                  |                                                             | 10 janvier 1905 (Décret)        |
| Chaligny                                             | Neuves-Maisons                                                | Section de Chaligny-la-Plaine                               | 11 janvier 1901 (Loi)           |
| Deneuvre                                             | Baccarat                                                      |                                                             | 24 avril 1876 (Décret)          |
| Avricourt (département de la Moselle)                | Igney                                                         | Partie restée française                                     | 28 juin 1873 (Loi)              |
| Haudonville                                          | Lamath                                                        |                                                             | 23 janvier 1858 (Décret)        |
| Xermaménil                                           | Mont                                                          | Section de Mortagne                                         | 5 août 1857 (Décret)            |
| Corniéville (département de la Meuse)                | Hamonville                                                    | Enclave de Varinchanois                                     | 3 juin 1837 (Loi)               |
| Raucourt                                             | Saint-Jure-Allemont-Raissaincourt (département de la Moselle) | Parcelles enclavées                                         | 26 mars 1829 (Loi)              |

## Transferts vers un autre département
| Département d'origine | Département de rattachement | Commune concernée     | Date (et nature) de la décision |
| --------------------- | --------------------------- | --------------------- | ------------------------------- |
| MEUSE                 | MEURTHE-ET-MOSELLE          | Han-devant-Pierrepont | 7 août 1996 (Décret)            |

À la suite de la défaite face à l'Allemagne en 1871, la France voit sa frontière redessinée et le département de la Meurthe voit ses limites modifiées (traité de Francfort). Plusieurs communes (124) provenant de l'ancien département de la Moselle restent françaises et sont intégrées au nouveau département de "Meurthe-et-Moselle" (loi du 7 septembre 1871). À l'inverse, l'ancien département de la Meurthe cède à l'Allemagne 242 communes, ce qui constituera après la victoire de 1918 le nouveau département de la Moselle :
| Département d'origine | Département de rattachement | Arrondissement concerné          | Canton d'origine concerné              | Communes concernées |
| --------------------- | --------------------------- | -------------------------------- | -------------------------------------- | --- |
| MEURTHE               | MOSELLE                     | Arrondissement de Château-Salins | Canton d'Albestroff (26 communes)      | Albestroff, Bénestroff, Bermering, Francaltroff, Givrycourt, Guinzeling, Honskirch, Insming, Insviller, Léning, Lohr, Lostroff, Loudrefing, Marimont-lès-Bénestroff, Molring, Montdidier, Munster, Nébing, Neufvillage, Réning, Rodalbe, Torcheville, Vahl-lès-Bénestroff, Vibersviller, Virming et Vittersbourg |
| MEURTHE               | MOSELLE                     | Arrondissement de Château-Salins | Canton de Château-Salins (35 communes) | Aboncourt-sur-Seille, Achain, Amelécourt, Attilloncourt, Bellange, Bioncourt, Burlioncourt, Chambrey, Château-Salins, Château-Voué, Conthil, Coutures, Dalhain, Dédeling, Fresnes-en-Saulnois, Gerbécourt, Grémecey, Haboudange, Hampont, Haraucourt-sur-Seille, Lidrequin, Lubécourt, Manhoué, Morville-lès-Vic, Obreck, Pettoncourt, Pévange, Puttigny, Riche, Salival, Salonnes, Sotzeling, Vannecourt, Vaxy et Wuisse               |
| MEURTHE               | MOSELLE                     | Arrondissement de Château-Salins | Canton de Delme (36 communes)          | Ajoncourt, Alaincourt-la-Côte, Aulnois-sur-Seille, Bacourt, Baudrecourt, Bréhain, Château-Bréhain, Chenois, Chicourt, Craincourt, Delme, Donjeux, Faxe, Fonteny, Fossieux, Frémery, Hannocourt, Jallaucourt, Juville, Laneuveville-en-Saulnois, Lemoncourt, Lesse, Liocourt, Lucy, Malaucourt-sur-Seille, Marthille, Morville-sur-Nied, Oriocourt, Oron, Prévocourt, Puzieux, Saint-Epvre, Tincry, Villers-sur-Nied, Viviers et Xocourt |
| MEURTHE               | MOSELLE                     | Arrondissement de Château-Salins | Canton de Dieuze (23 communes)         | Bassing, Bidestroff, Blanche-Église, Bourgaltroff, Cutting, Dieuze, Domnom-lès-Dieuze, Gelucourt, Guébestroff, Guéblange-lès-Dieuze, Guébling, Guénestroff, Kerprich-lès-Dieuze, Lidrezing, Lindre-Basse, Lindre-Haute, Mulcey, Rorbach-lès-Dieuze, Saint-Médard, Tarquimpol, Vergaville, Zarbeling et Zommange |
| MEURTHE               | MOSELLE                     | Arrondissement de Château-Salins | Canton de Vic-sur-Seille (15 communes) | Bezange-la-Petite, Bourdonnay, Donnelay, Hellocourt, Juvelize, Lagarde, Ley, Lezey, Maizières-lès-Vic, Marsal, Moncourt, Moyenvic, Ommeray, Vic-sur-Seille et Xanrey |
| MEURTHE               | MOSELLE                     | Arrondissement de Sarrebourg     | Canton de Fénétrange (22 communes)     | Angviller-lès-Bisping, Berthelming, Bettborn, Bickenholtz, Bisping, Desseling, Dolving, Fénétrange, Fleisheim, Gosselming, Hellering, Hilbesheim, Mittersheim, Niederstinzel, Oberstinzel, Postroff, Romelfing, Saint-Jean-de-Bassel, Sarraltroff, Schalbach, Veckersviller et Vieux-Lixheim |
| MEURTHE               | MOSELLE                     | Arrondissement de Sarrebourg     | Canton de Lorquin (18 communes)        | Abreschviller, Aspach, Fraquelfing, Hattigny, Héming, Hermelange, Lafrimbolle, Landange, Laneuveville-lès-Lorquin, Lorquin, Métairies-Saint-Quirin, Neufmoulins, Niderhoff, Nitting, Saint-Quirin, Turquestein, Vasperviller et Voyer |
| MEURTHE               | MOSELLE                     | Arrondissement de Sarrebourg     | Canton de Phalsbourg (26 communes)     | Arzviller, Berling, Bourscheid, Brouviller, Dabo, Danne-et-Quatre-Vents, Dannelbourg, Garrebourg, Guntzviller, Hangviller, Haselbourg, Henridorff, Hérange, Hultehouse, Lixheim, Lutzelbourg, Metting, Mittelbronn, Phalsbourg, Saint-Jean-Kourtzerode, Saint-Louis, Vescheim, Vilsberg, Waltembourg, Wintersbourg et Zilling |
| MEURTHE               | MOSELLE                     | Arrondissement de Sarrebourg     | Canton de Réchicourt (16 communes)     | Assenoncourt, Avricourt, Azoudange, Foulcrey, Fribourg, Gondrexange, Guermange, La Haie-des-Allemands, Hertzing, Ibigny, Languimberg, Moussey, Réchicourt-le-Château, Richeval, Romécourt et Saint-Georges |
| MEURTHE               | MOSELLE                     | Arrondissement de Sarrebourg     | Canton de Sarrebourg (25 communes)     | Barchain, Bébing, Biberkirch, Brouderdorff, Buhl-Lorraine, Diane-Capelle, Harreberg, Hartzviller, Haut-Clocher, Hesse, Hoff, Hommarting, Hommert, Imling, Kerprich-aux-Bois, Langatte, Niderviller, Plaine-de-Walsch, Réding, Rhodes, Sarrebourg, Schneckenbusch, Troisfontaines, Walscheid et Xouaxange |
| MOSELLE               | MEURTHE- ET-MOSELLE         | Arrondissement de Briey          | Canton d'Audun-le-Roman (24 communes)  | Anderny, Audun-le-Roman, Avillers, Bettainvillers, Beuvillers, Bonvillers-Mont, Crusnes, Domprix, Errouville, Joppécourt, Joudreville, Landres, Mairy, Malavillers, Mercy-le-Bas, Mercy-le-Haut, Murville, Preutin, Saint-Supplet, Sancy, Serrouville, Trieux, Tucquegnieux et Xivry-Circourt |
| MOSELLE               | MEURTHE- ET-MOSELLE         | Arrondissement de Briey          | Canton de Briey (17 communes)          | Anoux-Mancieulles, Auboué, Avril, Batilly, Briey, Génaville, Hatrize, Homécourt, Jœuf, Jouaville, Lantéfontaine, Lubey, Mance, Moineville, Moutiers, Saint-Ail et Valleroy |
| MOSELLE               | MEURTHE- ET-MOSELLE         | Arrondissement de Briey          | Canton de Conflans (25 communes)       | Abbéville, Affléville, Allamont, Béchamps, Boncourt, Brainville, Bruville, Conflans, Doncourt, Fléville-Lixières, Friauville, Giraumont, Gondrecourt-Aix, Hannonville, Jarny, Jeandelize, Labry, Mouaville, Norroy-le-Sec, Olley, Ozerailles, Puxe, Saint-Marcel, Thumeréville et Ville-sur-Yron |
| MOSELLE               | MEURTHE- ET-MOSELLE         | Arrondissement de Briey          | Canton de Longuyon (21 communes)       | Allondrelle, Beuveille-et-Doncourt, Charency-Vezin, Colmey, Cons-la-Grandville, Épiez, Fresnois-la-Montagne, Grand-Failly, Longuyon, Montigny-sur-Chiers, Othe, Petit-Failly, Pierrepont, Saint-Jean, Saint-Pancré, Tellancourt, Ugny, Villers-la-Chèvre, Villers-le-Rond, Villette et Viviers |
| MOSELLE               | MEURTHE- ET-MOSELLE         | Arrondissement de Briey          | Canton de Longwy (25 communes)         | Baslieux, Bazailles, Boismont, Bréhain-la-Ville, Chenières, Cosnes-et-Romain, Cutry, Fillières, Gorcy, Haucourt, Herserange, Hussigny, Laix, Lexy, Longwy, Mont-Saint-Martin, Morfontaine, Réhon, Saulnes, Thil, Tiercelet, Ville-au-Montois, Ville-Houdlémont, Villers-la-Montagne et Villerupt |
| MOSELLE               | MEURTHE- ET-MOSELLE         | Arrondissement de Metz           | Canton de Gorze (12 communes)          | Chambley, Dampvitoux, Hagéville, Mars-la-Tour, Onville, Puxieux, Saint-Julien-lès-Gorze, Sponville, Tronville, Villecey, Waville et Xonville |

## Communes associées
Liste des communes ayant, ou ayant eu (en italique), à la suite d'une fusion, le statut de commune associée.
| Nom de la commune       | Code INSEE | Fusion-association                    | Fusion-association | Fusion-association | Fusion-association                       | Défusion                               | Défusion         | Défusion                              |
| Nom de la commune       | Code INSEE | date de la décision                   | date d'effet       | commune absorbante | nom de la commune résultant de la fusion | date de la décision                    | date d'effet     | commentaire                           |
| ----------------------- | ---------- | ------------------------------------- | ------------------ | ------------------ | ---------------------------------------- | -------------------------------------- | ---------------- | ------------------------------------- |
| Thuilley-aux-Groseilles | 54523      | Arrêté préfectoral du 22 juin 1973    | 1er juillet 1973   | Ochey              | Ochey-Thuilley                           | Arrêté préfectoral du 27 novembre 1986 | 1er janvier 1987 | Ochey-Thuilley reprend le nom d'Ochey |
| Coincourt               | 54133      | Arrêté préfectoral du 18 janvier 1973 | 1er janvier 1973   | Parroy             | Parroy                                   | Arrêté préfectoral du 26 décembre 1986 | 1er janvier 1987 |                                       |
| Mouacourt               | 54388      | Arrêté préfectoral du 18 janvier 1973 | 1er janvier 1973   | Parroy             | Parroy                                   | Arrêté préfectoral du 26 décembre 1986 | 1er janvier 1987 |                                       |
| Xures                   | 54601      | Arrêté préfectoral du 18 janvier 1973 | 1er janvier 1973   | Parroy             | Parroy                                   | Arrêté préfectoral du 26 décembre 1986 | 1er janvier 1987 |                                       |